# Bruno Tshibala
Bruno Tshibala (ur. 20 lutego 1956 w Tshilenge) – kongijski polityk, premier Demokratycznej Republiki Konga od 18 maja 2017 do 7 kwietnia 2019.

## Życiorys
Urodził się w 1955 w Tshilenge w prowincji Kasai Wschodnie. Studia prawnicze rozpoczął na Université Marien-Ngouabi w Brazzaville, które ukończył następnie w Belgii. W czasie studiów w kwietniu 1980, w wieku 25 lat, rozpoczął działalność polityczną. Sprzeciwiał się dyktatorskiej władzy prezydenta Mobutu Sese Seko.
W grudniu 1980 brał udział w redagowaniu "listu 13 parlamentarzystów", domagającego się od Mobutu Sese Seko przeprowadzenia reform demokratycznych i zniesienia systemu monopartyjnego. W marcu 1981, razem z innymi opozycjonistami, w tym Étienne'em Tshisekedim, rozpoczął działania na rzecz powołania pierwszej partii politycznej przeciwko rządzącemu Ludowemu Ruchowi Rewolucji (MPR). W lutym 1982 był jednym z inicjatorów utworzenia Unii na rzecz Demokracji i Postępu Społecznego (UDPS). Był jednym z najbliższych współpracowników lidera partii, Étienne'a Tshisekediego. Zajmował stanowiska rzecznika prasowego oraz zastępcy sekretarza generalnego UDPS.
W październiku 2016 został aresztowany pod zarzutem współorganizowania demonstracji w Kinszasie 19 i 20 września 2016 przeciwko wydłużeniu rządów urzędującego prezydenta Josepha Kabili. W listopadzie 2016 został zwolniony za kaucją. Powodem antyrządowych protestów było odłożenie w czasie kolejnych wyborów prezydenckich, które zgodnie z konstytucją powinny odbyć się przed końcem drugiej i ostatniej kadencji prezydenta Kabili, tj. przed 20 grudnia 2016. Oficjalnym powodem nieprzeprowadzenia głosowania były problemy logistyczne, potrzeba aktualizacji spisu wyborców oraz brak środków finansowych.
W październiku 2016 pod auspicjami Unii Afrykańskiej i ONZ zawarte zostało porozumienie polityczne, w ramach którego część opozycyjnych partii politycznych zgodziła się na wydłużenie mandatu prezydenckiego Kabili do 2018, przy jednoczesnym zagwarantowaniu stanowiska szefa rządu dla przedstawiciela opozycji. Stanowisko to objął Samy Badibanga, były członek UDPS, który opuścił jej szeregi, co nie zadowoliło tej partii i nie zakończyło sporu politycznego.
20 grudnia 2016 w Kinszasie ponownie wybuchły antyrządowe protesty przeciwko wydłużeniu władzy przez prezydenta Kabilę, w których zginęło 40 osób. Pod ich wpływem, pod patronatem episkopatu, rozpoczęły się nowe negocjacje polityczne. Porozumienie, podpisane 31 grudnia 2016, zakładało przeprowadzenie wyborów prezydenckich do końca 2017 oraz powołanie na urząd szefa przejściowego rządu kandydata wskazanego przez opozycję. Potencjalnym kandydatem był Étienne Tshisekedi, który jednak zmarł 1 lutego 2017. Po jego śmierci, w UDPS doszło do rozłamu na tle obsady głównych stanowisk funkcyjnych, wskutek czego Bruno Tshibala wystąpił z partii.
Z powodu zamieszania w szeregach opozycji i obstrukcji prezydenta implementacja porozumienia politycznego przeciągała się. 28 marca 2017 w Kinszasie doszło do kolejnych antyrządowych protestów. Wznowione zostały kolejne negocjacje polityczne, które jednak załamały się, również przedstawiciele kościoła katolickiego wycofali się z rozmów. Jednak 5 kwietnia 2017 prezydent Kabila jednostronnie ogłosił zamiar powołania nowego szefa rządu w ciągu 48 godzin. 7 kwietnia 2017, bez porozumienia z największymi partiami opozycji, powołał na ten urząd Bruno Tshibalę. 9 maja 2017 został ogłoszony skład nowego rządu, który 16 maja 2017 zatwierdził parlament. 18 maja 2017 Tshibala objął natomiast stanowisko premiera.